# Црква Светог Василија Острошког у Влахову
Црква Светог Василија Острошког у Влахову, насељеном месту на територији општине Житорађа, припада Епархији нишкој Српске православне цркве. Подигнута је на темељима старијег храма, који по предању потиче из 13. века и посвећена је Светом Василију Острошком.
Првобитна црква која је разорена у непознатом периоду била је посвећена преподобном Симеону Столпнику. На том месту је 2002. године Јован Радојичић из Влахова подигао велелепни храм, који је у потпуности живописан и опремљен. Храм је освештао епископ нишки Иринеј 2002. године. 